# Тайни Сэндфорд
Стэнли Дж. «Тайни» Сэндфорд (англ. Stanley J. "Tiny" Sandford; 26 февраля 1894, Осейдж, Айова — 29 октября 1961, Лос-Анджелес, Калифорния) — американский актёр, отличался большим весом и высоким ростом. Наиболее известен ролями в фильмах Чарли Чаплина а также участим в фильмах с комедийным дуэтом Лорел и Харди. Играл роли толстяков, полицейских, швейцаров.

## Биография
Сэндфорд родился в Осейдже, штат Айова. После работы на складе театра он начал сниматься в кино около 1910, снялся в фильме «Золотая лихорадка» с Чарли Чаплином. Также снялся в других фильмах Чарли Чаплина, среди которых: «Цирк» (1928) и «Новые времена» (1936), где он играет Большого Билла. Среди его фильмов с комедийным дуэтом Лорел и Харди: «Доходное дело» (1929), «Double Whoopee» (1929), «Шимпанзе» (1932), и «Наши отношения» (1936). Он появился в фильме «The Warrior’s Husband» в роли неуклюжего и трусливого Геркулеса. Сэндфорд также выступал в Way Out West, но эпизод с его участием был вырезан при монтаже.
Он также появился в драмах, таких как «Чемпион мира» в (1922) и «Железная маска» (1929).
Прекратил сниматься в 1940 году, но получил небольшую роль в фильме Чарли Чаплина «Великий диктатор». Умер в Лос-Анджелесе, штат Калифорния, 29 октября 1961 года.

## Фильмография
| Год  |   | Русское название     | Оригинальное название | Роль                       |
| ---- | - | -------------------- | --------------------- | -------------------------- |
| 1916 | ф | Контролёр универмага | The Floorwalker       | покупатель                 |
| 1916 | ф | Граф                 | The Count             | гость в костюме Пьеро      |
| 1917 | ф | Искатель приключений | The Adventurer        |                            |
| 1925 | ф | Золотая лихорадка    | The Gold Rush         | бармен                     |
| 1927 | ф |                      | Ginsberg the Great    | Геркулес                   |
| 1927 | ф |                      | Love My Dog           | адвокат Фултон             |
| 1928 | ф | Цирк                 | The Circus            | главный рабочий            |
| 1928 | ф |                      | From Soup to Nuts     | Кулпеппер                  |
| 1928 | ф |                      | Flying Elephants      |                            |
| 1929 | ф | Железная маска       | The Iron Mask         | Портос                     |
| 1929 | ф | Доходное дело        | Big Business          |                            |
| 1931 | ф |                      | Pardon Us             | тюремщик                   |
| 1933 | ф | Королева Кристина    | Queen Christina       |                            |
| 1933 | ф |                      | Busy Bodies           |                            |
| 1933 | ф |                      | A Shriek in the Night | детектив Эдди              |
| 1936 | ф | Новые времена        | Modern Times          | Большой Билл               |
| 1940 | ф | Великий диктатор     | The Great Dictator    | товарищ солдат в 1918 году |